# Promethee
Cet article possède des paronymes, voir Promethea, Promethean, Promethei, Promethes, Prometheus et Prométhium.
Pour les articles homonymes, voir Prométhée (homonymie).
Promethee est un groupe de heavy metal et punk hardcore suisse, originaire de Genève.

## Biographie

### Débuts (2008–2011)
Promethee est formé au début de 2008 lorsque Ludovic Lacroix, Nils Haldi et Elric Doswald qui jouaient déjà de la musique ensemble depuis quelques années sont rejoints par Mathieu Tappolet et Joshua Orsi. Débutant avec un premier concert le 3 mai 2008, le groupe fit rapidement parler de lui et joua de plus en plus de concerts en Suisse et dans la région Rhône-Alpes. Bien qu'encore jeune, le groupe s'est démarqué grâce à un touche artistique propre, une grande maitrise technique et des concerts débordants d'énergie. En été 2009 Promethee enregistre son premier EP au Conatus Studio à Montreux avec Vladimir Cochet.
Le 10 mars 2010, Promethee publie son premier enregistrement studio, un EP éponyme de cinq chansons sur le label genevois Bad Mood Records. Cet EP va rencontrer un grand succès, principalement en Suisse et en France, et va réellement placer Promethee sur la scène métal européenne. En juin de cette année, Promethee gagne le concours national et jouera l'ouverture du Greenfield Festival 2010. Ce concours amènera le groupe à publier sa première vidéo réalisée avec Julien Donzé. L'année à suivre verra les débuts du groupe à l'international avec des concerts en France, Belgique, Allemagne, Autriche, Hongrie et outre-atlantique au Canada et à Cuba. En été 2011, le groupe retourne en studio pour enregistrer 10 chansons à paraitre sur le premier album.

### Premier album (2012–2013)
Nothing Happens. Nobody Comes, Nobody Goes. est publié le 13 octobre 2012 en coproduction avec Bad Mood Records et sera largement plébiscité par le presse et les fans du groupe. Pour la première fois, des médias d'envergure international tels que Kerrang!, Metal Hammer, Legacy Magazine et VS-Webzine parlent de Promethee avec de très bonnes critiques quant à ce premier album. Le groupe reprendra les concerts à travers le continent pour défendre son nouveau titre mais va également développer son image et sa présence sur les réseaux sociaux au travers de nombreuses photos et vidéos de toutes sortes (présentation, vidéoclip, mash-up de concerts, performance instrumentale, vidéo lyrique, etc.). Le groupe va notamment collaborer avec RenaudK pour la quasi-totalité de ses vidéos, apportant au groupe une touche visuelle distincte,,.

### Dark Souls(2014)
Le 1er mai 2014, alors que le groupe est au milieu de la composition de son second album, Promethee publie Dark Souls, un vinyle 7 pouces en édition limitée avec deux chansons tirées du prochain album. Une année et demie après Nothing Happens. Nobody Comes, Nobody Goes. cette sortie va dévoiler aux fans la nouvelle direction du groupe et marque le début de la campagne de l'album à venir. 
Le groupe va fortement promouvoir ces deux titres avec un tirage physique collector limité à 250 exemplaires, une lyrics vidéo pour la chanson Dark Souls et la mise en téléchargement libre des deux titres. En parallèle, le groupe va interrompre temporairement son processus de composition pour reprendre la route et réaliser une tournée européenne et divers festivals pour l'occasion.

### Deuxième album (depuis 2015)
En juin 2015, Promethee signe avec le label allemand Lifeforce Records et sort Unrest, son deuxième album studio, le 4 septembre suivant en Europe et le 2 octobre aux États-Unis et dans le reste du monde. La couverture médiatique est importante avec de nombreuses revues, et des partenariats pour les avant-premières des nouvelles vidéos du groupe. Pour défendre cette sortie, le groupe réalisera une longue tournée européenne fractionnée en plusieurs parties. Promethee jouera ainsi des séries de concerts sur le continent mais aussi au Royaume-Uni avec des groupes tels que Betraying the Martyrs, The Word Alive, Eluveitie et No Consequences. 
En 2016, Promethee continuera d'enchainer concerts et tournées, notamment avec More than A Thousand et Wolfdown. En été 2016, Promethee joue dans plusieurs festivals de renommée tels que le Greenfield Festival pour la seconde fois, le Rockaltitude, l'Euroblast et le Paléo Festival ou sa performance sera intégralement filmée et diffusée par Arte TV. Après une année 2016 mouvementée, Promethee entame une nouvelle période de composition en vue d'un 3e album studio prévu pour l'année suivante.

## Style musical
Le style musical de Promethee a considérablement évolué[réf. nécessaire] depuis sa création. Le groupe pioche ainsi dans de nombreux courants musicaux[réf. nécessaire] tout en gardant sa propre signature[réf. nécessaire] artistique et sa touche musicale[réf. nécessaire].
Le premier EP se rapproche le plus du metalcore classique voire du deathcore.
Nothing Happens. Nobody Comes, Nobody Goes. propose un style plus mature et travaillé[réf. nécessaire] se distançant du metalcore des débuts et adoptant une approche plus progressive. Des chansons comme Oblivion et Thus Spoke amènent également une touche symphonique tandis que Of Loss and Disgust montre des influences mathcore. The Great Deception, Banner of Lies et The New Face of Mankind sont les chansons les plus proches des origines metalcore / hardcore du groupe. La construction générale de l'album est également très travaillée avec des enchainements entre quasiment toutes les chansons pouvant amener à considérer le disque comme une pièce intégrale.
Avec Dark Souls, le groupe continue sa progression[réf. nécessaire]. Dark Souls ayant annoncé la couleur[réf. nécessaire], les chansons d'Unrest proposent des structures allégées[réf. nécessaire] et une place plus importante aux harmonies et accords. L'album mélange également plusieurs styles[réf. nécessaire] avec des influences djent et groove metal sur Our Common Fall et Broken Structures, nu-metal avec Frostbite tout en conservant ses classique hardcore avec The Sour Taste, Dark Souls et Lost Body ainsi que deathcore pour Unspoken.

## Membres
- Joshua Orsi (2008 - May 2021) - chant
- Sven Christian Sundin (2021 - present) - chant
- Ludovic Lacroix - guitare, seconde voix
- Elric Doswald - guitare, seconde voix
- Mathieu Tappolet (2008 - May 2021) - basse
- Baptiste Maier (2017 - present) - batterie
- Nils Haldi (2008 - April 2017) - batterie

## Discographie
- 2010 : Promethee (EP)

1. And Then The Earth Was Shaken (1:57)
2. Shipwreck (4:37)
3. Sink or Swim (3:48)
4. Ashes (4:01)
5. Over the Horizon (5:01)

- 2012 : Nothing Happens. Nobody Comes, Nobody Goes.

1. The Great Deception (4:02)
2. Banner of Lies (3:38)
3. Buried (1:34)
4. Of Loss and Disgust (4:23)
5. Life/Less (4:20)
6. Genesis (1:17)
7. The New Face of Mankind (3:56)
8. Thus Spoke (5:42)
9. Sickness Unto Death (4:46)
10. Oblivion (2:35)

- 2014 : Dark Souls

1. Dark Souls (4:44)
2. The Sour Taste (4:44)

- 2015 : Unrest

1. Our Common Fall (4:50)
2. Unspoken (4:22)
3. Dark Souls (4:43)
4. Frostbite (3:51)
5. Age of Unrest (3:53)
6. The Sour Taste (4:45)
7. Broken Structures (3:40)
8. Vacant (2:17)
9. Inert and Bound (5:24)
10. Dead Motion (2:13)
11. Lost Body (3:09)
12. Echoes of the Universe (7:00)

- 2018 : Convalescence

1. Convalescence (3:35)
2. While You Stood Still (2:24)
3. Endless (4:20)
4. Merchants (4:19)
5. Witness (4:10)
6. Demons (4:24)
7. The Deep End (2:38)
8. Soiled (3:34)
9. Old Bones (5:08)